# Verwaltungsgemeinschaft Vogtländisches Oberland

Lage der ehemaligen Verwaltungsgemeinschaft im Landkreis Greiz

In der Verwaltungsgemeinschaft Vogtländisches Oberland im heutigen thüringischen Landkreis Greiz hatten sich zuletzt sechs Gemeinden zur Erledigung ihrer Verwaltungsgeschäfte zusammengeschlossen.

## Die Gemeinden
1. Arnsgrün
2. Bernsgrün
3. Cossengrün
4. Hohndorf
5. Pöllwitz
6. Schönbach

## Geschichte
Die Verwaltungsgemeinschaft bestand bis zum Zusammenschluss aller Gemeinden am 1. Juli 1999 zur Gemeinde Vogtländisches Oberland.

### Einwohnerentwicklung
Entwicklung der Einwohnerzahl (Stand jeweils 31. Dezember):
| - 1994: 3409 - 1995: 3395 - 1996: 3385 | - 1997: 3381 - 1998: 3357 |

 Datenquelle: Thüringer Landesamt für Statistik